# Antonio Bonfanti
Antonio Luigi Ignazio Bonfanti (Milano, 22 aprile 1768 – Milano, 11 dicembre 1851) è stato un generale italiano. Fu attivo durante le guerre rivoluzionarie francesi e le guerre napoleoniche.

## Biografia
Nasce a Milano nel 1768. Il padre lo avviò agli studi in matematica, materia nella quale ottenne una laurea presso l'Università di Pavia. Tuttavia, sentendosi attratto dalla vita militare, si unì alle milizie nella neonata Repubblica Cisalpina nel 1796, entrando nell'esercito con il grado di tenente d'artiglieria. Tre anni più tardi, in seguito allo scoppio della guerra della Seconda coalizione, prestò servizio come colonnello al comando del generale Fiorella durante l'assedio di Torino e alla resa della fortezza fu fatto prigioniero di guerra dagli austriaci. Rimpatriato a seguito dell'armistizio di Alessandria, fu assunto dal Ministero della Guerra e messo a capo della Divisione del Genio e dell'Artiglieria.

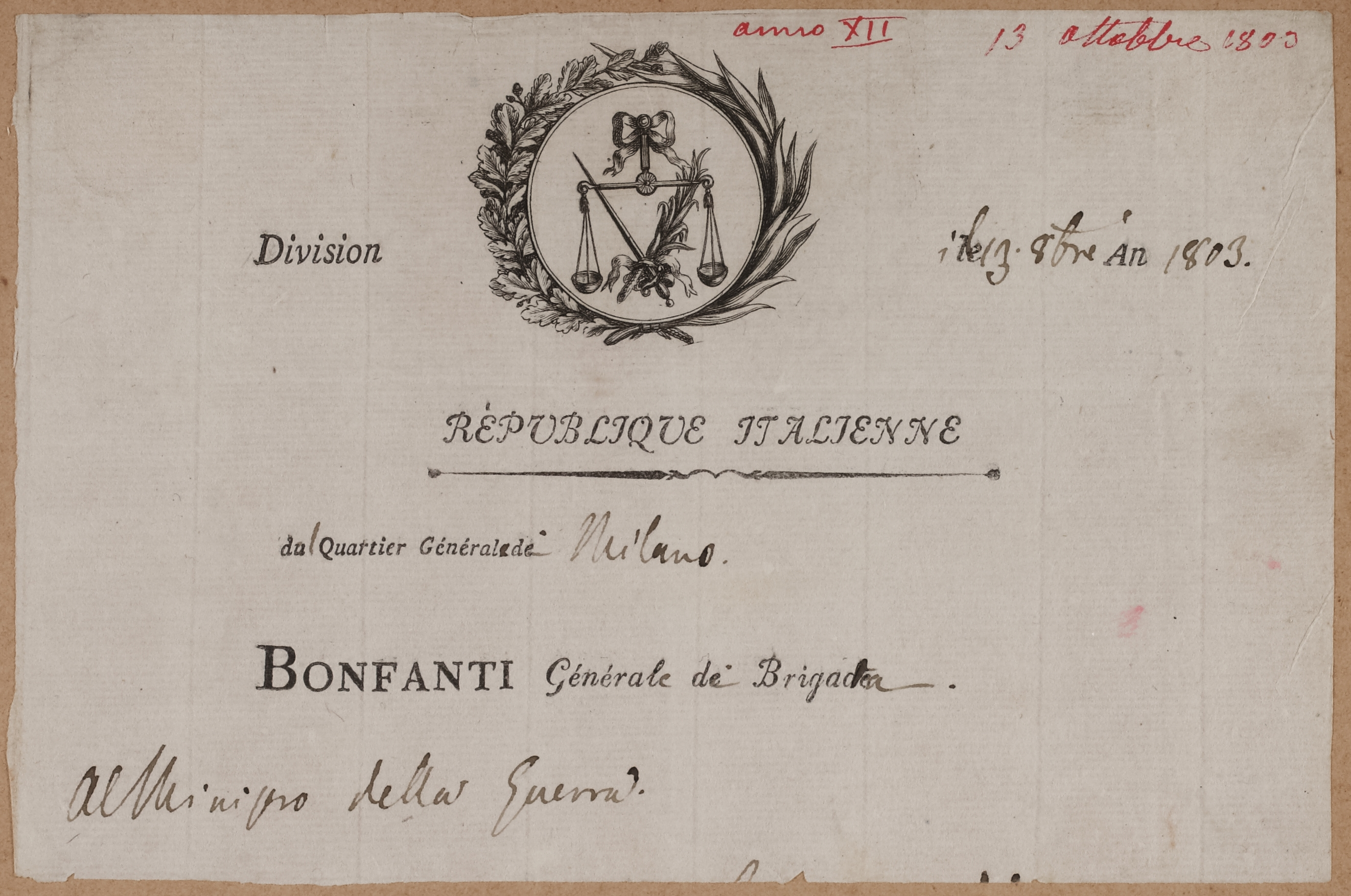
Documento firmato dal generale Bonfanti

A seguito della creazione dell'Impero, si unì alle truppe del maresciallo Soult presso Boulogne nel 1804. Tre anni più tardi, durante la guerra della Quarta coalizione, servì in Germania all'interno della divisione del generale Severoli, partecipando agli assedi di Kolberg e di Stralsund. Due anni dopo, durante la guerra della Quinta coalizione, si distinse in numerose occasioni tra le file dell'armata al comando del viceré d'Italia Eugenio: combatté a Sacile, coprendo la ritirata dei napoleonici; combatté ad Illasi durante la battaglia di Caldiero e servì l'esercito durante l'inseguimento delle forze dell'arciduca Giovanni, prendendo parte sia alla battaglia di Tarvisio sia a quella di Raab in Ungheria. In particolare, in quest'ultimo scontro si distinse per il suo spirito combattivo: dopo aver perso già due cavalli, uccisi sotto di lui, montò in sella ad un terzo per proseguire nella carica. L'episodio fu determinante per la sua futura promozione a generale di divisione, ottenuta su raccomandazione dello stesso Eugenio.
Il 6 ottobre 1810 venne nominato Barone dell'Impero. Oltre a ciò, durante la sua carriera da militare ricevette anche i titoli di commendatore dell'Ordine della Corona ferrea e di cavaliere della Legion d'Onore.
Nell'estate del 1813, durante i preparativi per la campagna in difesa dell'Italia, il viceré Eugenio lo scelse per comandare la riserva del suo esercito, destinando i suoi uomini a coprire le retrovie e la zona del Trentino. Ben presto, però, Bonfanti si rivelò piuttosto indeciso e timoroso, non riuscendo a soddisfare le aspettative del viceré: dopo aver combattuto qualche scontro non decisivo nei pressi di Bressanone e Mühlbachl venne sostituito dal generale Gifflenga per il resto della guerra, comunque mantenendo il ruolo di comandante in sua assenza. In queste esatte circostanze, ossia con il generale Gifflenga assente, Bonfanti sconfisse gli austriaci in Val Trompia il 14 febbraio, bloccando il loro ingresso in Lombardia.
Dopo la definitiva caduta nei napoleonici nel 1815, si ritirò a vita privata. Morì l'11 dicembre 1851 a Milano.

## Giudizi
Di lui ci ha lasciato un ironico aneddoto lo storico Francesco Cusani, relativo ai colori nazionali dell'Italia:
(Francesco Cusani in Storia di Milano)